# إميل والتر (لاعب كرة قدم)
إميل والتر (بالألمانية: Emil Walter)‏ (و. 1900 – 1952 م) هو لاعب كرة قدم، ومدرب كرة قدم ألماني، ولد في بفورتسهايم، مركز لعبه هو مُدَافِع، توفي في بفورتسهايم، عن عمر يناهز 52 عاماً.